# Pexiora
Pexiora é uma comuna francesa na região administrativa de Occitânia, no departamento de Aude. Estende-se por uma área de 13,16 km². Em 2010 a comuna tinha 1 249 habitantes (densidade: 94,9 hab./km²).